# Dreifarbige Großohrfledermaus

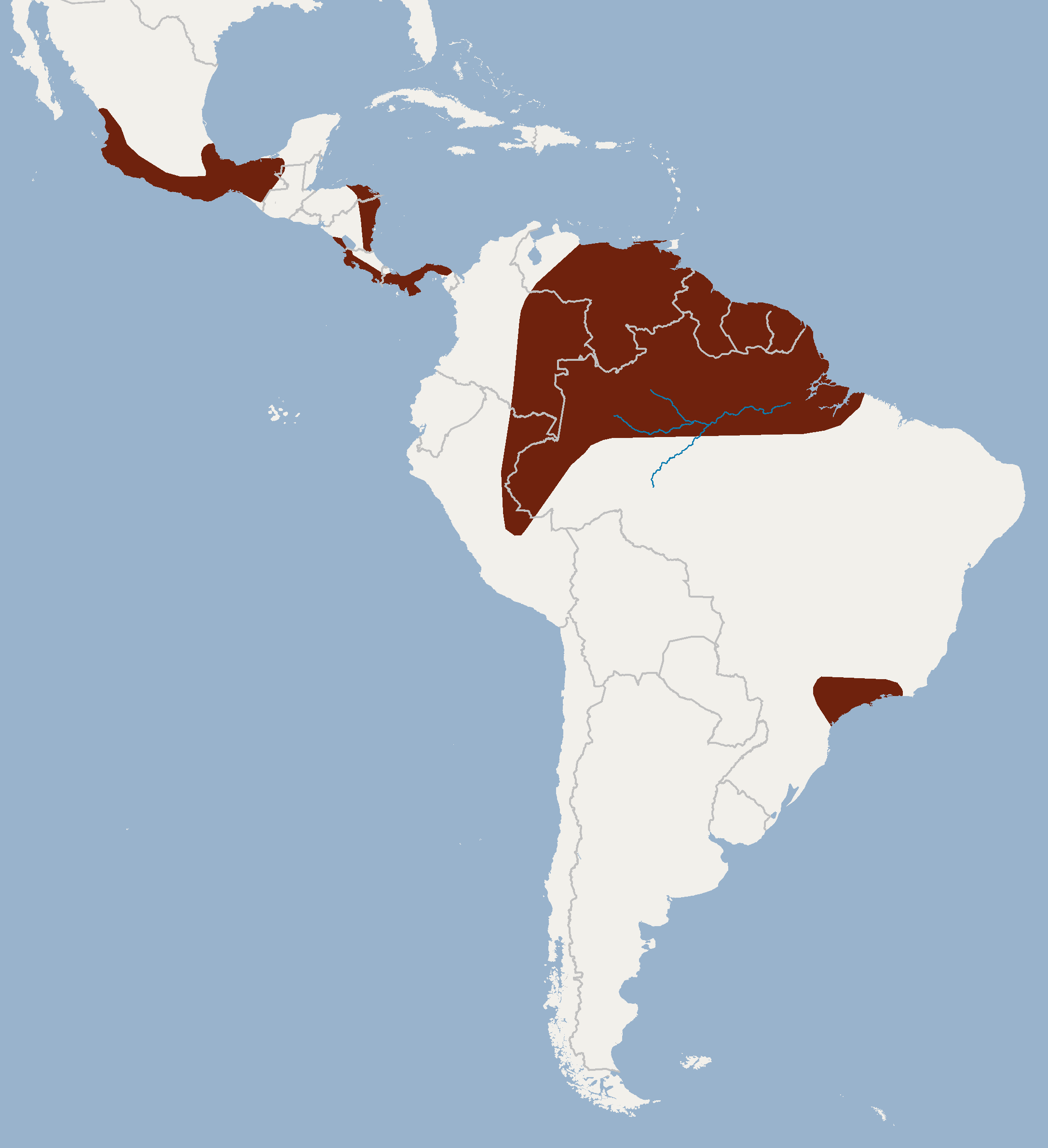
Verbreitungsgebiet der Dreifarbigen Großohrfledermaus

Die Dreifarbige Großohrfledermaus (Glyphonycteris sylvestris) ist ein mit mehreren disjunkten Populationen in Mittel- und Südamerika verbreitetes Fledertier in der Familie der Blattnasen. Die taxonomische Abgrenzung zur Behn-Großohrfledermaus (Glyphonycteris behnii) war im Jahr 2005 noch nicht vollständig sichergestellt. Das Typusexemplar stammt aus Costa Rica.

## Merkmale
Mit einer Gesamtlänge von 53 bis 73 mm, inklusive eines 9 bis 14 mm langen Schwanzes und mit einem Gewicht von 7 bis 11 g entspricht die Art in der Statur den anderen Gattungsvertretern. Sie hat 37 bis 42 mm lange Unterarme, Hinterfüße von etwa 12 mm Länge und 20 bis 22 mm lange Ohren. Der Kopf ist durch ein Nasenblatt mit hufeisenförmiger Grundform und einem langen speerartigem Aufsatz, durch große abgerundete Ohren und durch eine V-förmige Furche auf der Unterlippe gekennzeichnet. Die Haare des oberseitigen Fells sind an der Wurzel dunkel, in der Mitte hell und an den Spitzen wieder dunkel. Dieses Merkmal hat keine andere Art der Gattung Glyphonycteris, jedoch Vertreter der Gattungen Carollia und Chiroderma. Es ergibt sich eine bräunliche Färbung und die Unterseite ist heller mit zweifarbigen Haaren. Der Schwanz ist vollständig in die Schwanzflughaut eingebettet.

## Verbreitung
Diese Fledermaus hat eine Population vom westlichen Mexiko bis in den Grenzbereich zu Guatemala, eine weitere im östlichen Honduras und Nicaragua, eine dritte von den westlichen Ufern des Nicaraguasees bis Panama, eine vierte im Amazonasbecken in Brasilien und in angrenzenden Gebieten östlich der Anden in Peru, Kolumbien, Venezuela und der Region Guyanas sowie eine fünfte in den brasilianischen Bundesstaaten São Paulo und Paraná am Atlantik. Die Tiere leben im Flach- und Bergland bis 1100 Meter Höhe. Sie halten sich in feuchten und halbtrockenen Wäldern mit immergrünen und laubabwerfenden Bäumen auf.

## Lebensweise
Kolonien mit bis zu 75 Mitgliedern ruhen am Tage in Baum- oder Felshöhlen. Sie können das Versteck mit verschiedenen anderen Fledermäusen teilen. Die Jagd findet oft im Umfeld von Wasserläufen ab, wo große Insekten wie Kakerlaken, Libellen und Echte Grillen von Pflanzen oder vom Boden gesammelt werden. Diese werden vor dem Verzehr zu einem Versteck getragen. Vermutlich wird die Nahrung mit Früchten komplettiert. Laut wenigen Studien findet die Fortpflanzung in der Regenzeit statt.

## Gefährdung
Regionale Bestände werden durch Störungen am Ruheplatz oder durch die Zerstörung der Verstecke beeinflusst. Die IUCN listet die Art aufgrund einer geschätzten großen Gesamtpopulation als nicht gefährdet (least concern).